# Tresillian
Tresillian är en by i Cornwall distrikt i Cornwall grevskap i England. Byn är belägen 3,6 km 
från Truro. Orten har 704 invånare (2015).